# Rozběřice
Rozběřice (německy Rosberschitz) je vesnice, část obce Všestary v okrese Hradec Králové. Nachází se asi 1,5 km na sever od Všestar. Prochází zde silnice I/35. V roce 2009 zde bylo evidováno 72 adres. V roce 2001 zde trvale žilo 187 obyvatel.
Rozběřice je také název katastrálního území o rozloze 2,09 km2.

## Historie
První písemná zmínka o obci pochází z roku 1371.

## Pamětihodnosti
- Pomník z války 1866